# هاراگاما
هاراگاما (به لاتین: Haraggama) یک منطقهٔ مسکونی در سری‌لانکا است که در استان مرکزی (سری‌لانکا) واقع شده‌است.